# Dům U Vejvodů
Dům U Vejvodů, je dům čp. 353 na Starém Městě v Praze 1 na rohu Vejvodovy (č. 2) a Jilské (č. 4). Je chráněn jako kulturní památka České republiky.

## Historie

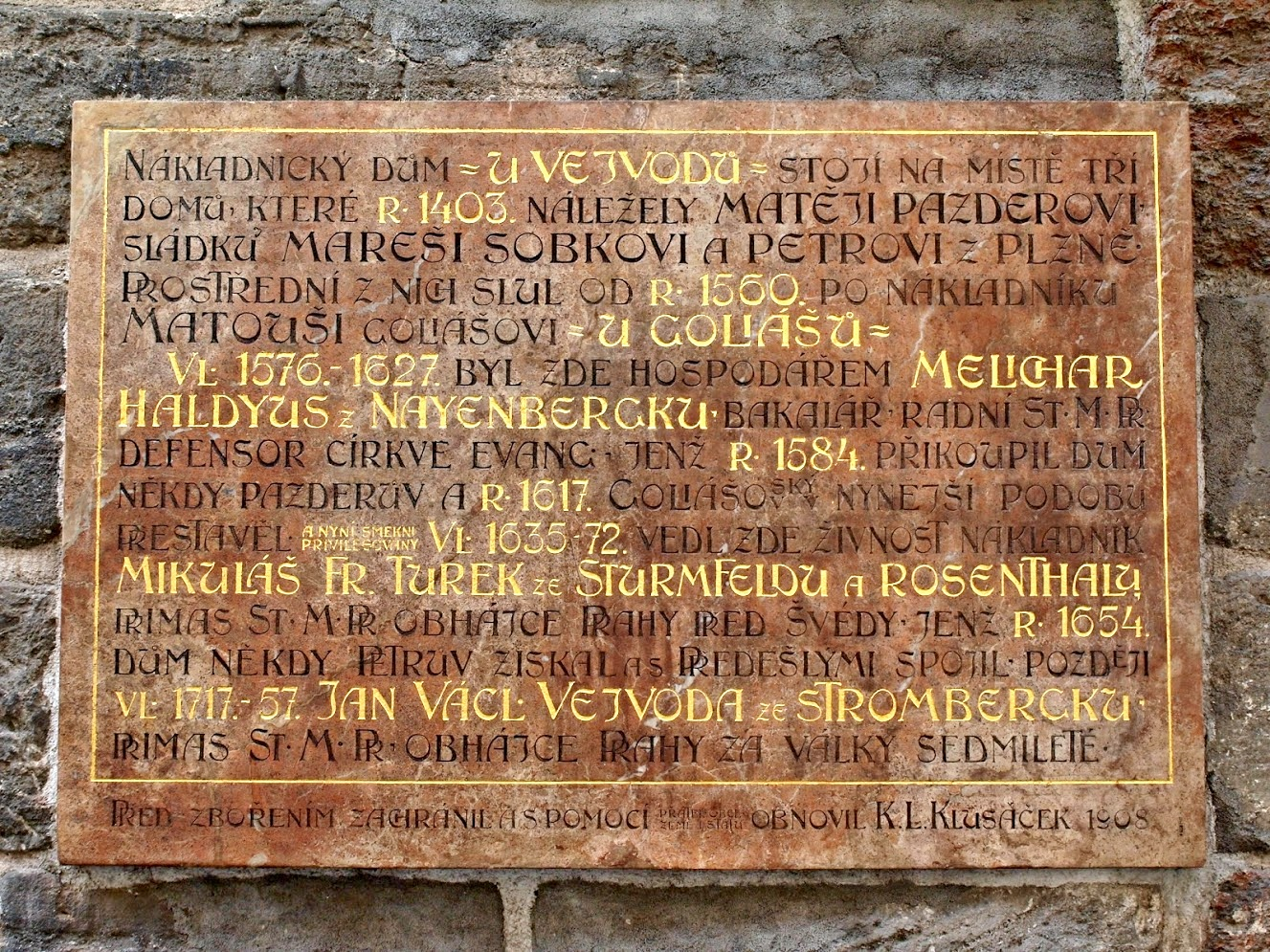
Pamětní deska nesoucí nápis s historií domu

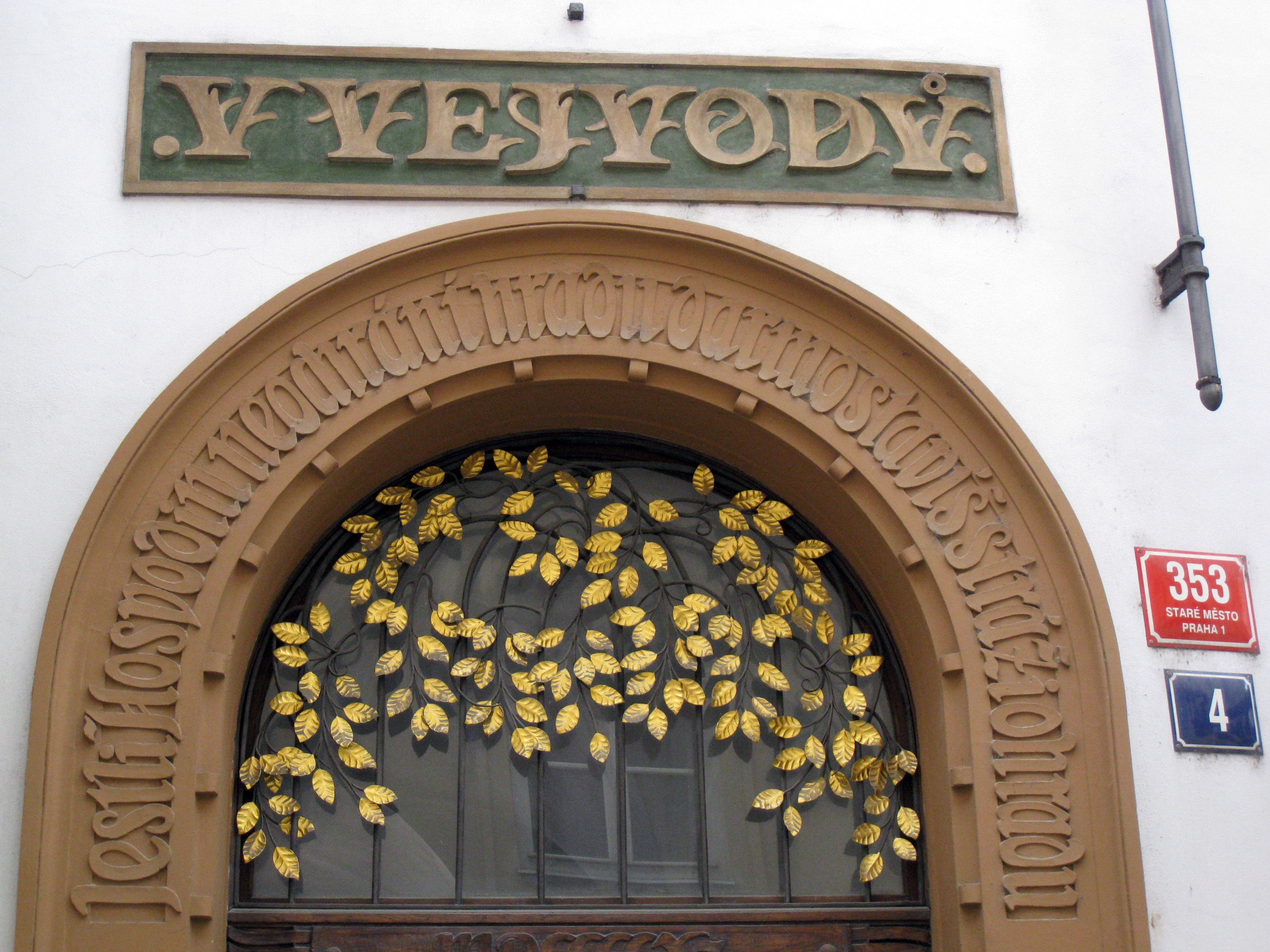
Nápis z Jilské ulice

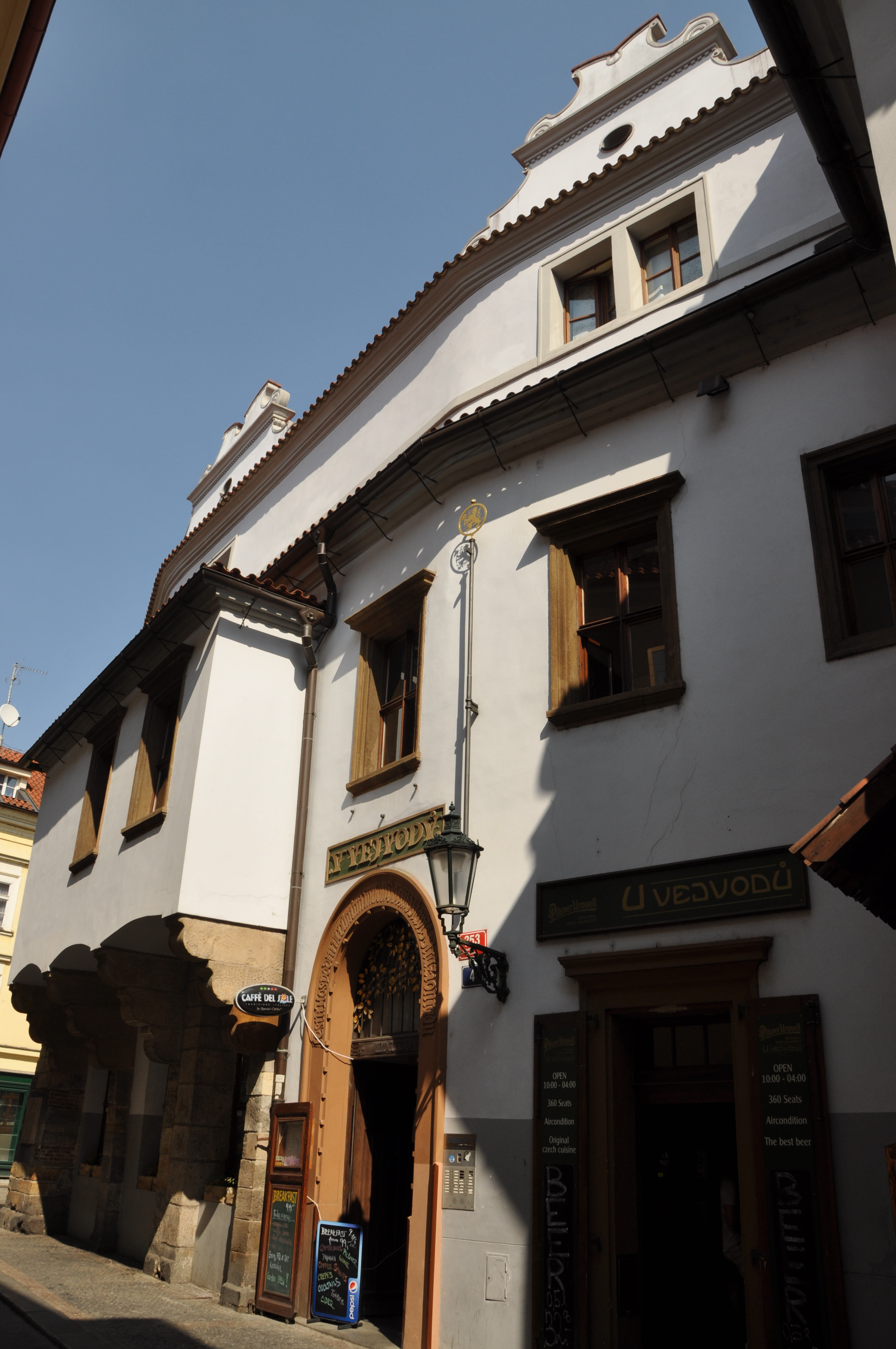
Dům U Vejvodů.

Na místě domu původně stály domy dva, oba jsou poprvé doložené k roku 1403. Tehdy patřily Matěji Pazderovi, Mareši Sobkovi a Petrovi z Plzně. Dodnes zachovaný gotický sklep je stále rozdělen. Jeden z domů byl na čas připojen k sousednímu domu U Mladých Goliášů. Původní dva domy byly spojeny v dnešní dům asi po polovině 16. století, v té době byl v domě pivovar a podle nákladníka Matouše Goliáše se dům nazýval „U Goliášů“.
V letech 1576-1627 dům patřil radnímu Melicharovi Haldyusovi z Nayenberku, který v roce 1584 přikoupil část patřící Matěji Pazderovi. Pan Melichar kolem roku 1617 nechal dům renesančně přestavět, čímž se oba domy architektonicky sjednotily.
Kolem roku 1641 dům vlastnil pozdější staroměstský purkmistr Mikuláš František Turek z Rozntálu a ze Šturmfeldu, jehož kruhový kamenný erb je umístěn nad hlavním portálem domu (odtud pozdější jméno „U Turků“); v roce 1717 dům koupil Jan Václav Vejvoda ze Stromberka, staroměstský konšel a v letech 1745–57 purkmistr. Dům byl v držení rodiny až do roku 1798, pak objekt několikrát změnil majitele, ale renesanční dům č. 353 se stal zcela zchátralým. Za záchranu domu se postavila řada význačných osobností , nakonec v roce 1908 dům koupila Umělecká beseda, upravila ho a v roce 1909 začala ve dvoře stavět secesní dům, na jehož tvorbě se podílel architekt Josef Fanta. V roce 1910 byl v místě zadního dvora kolaudovaný výstavní sál, v roce 1915 byl změněn na biograf. V domě našel útočiště i Klub Za starou Prahu. V šedesátých letech 20. století v domě byla závodní restaurace, od roku 1965 stylová restaurace. Vyhlášený pohostinský dům se stylovým nábytkem i rekvizitami je po několika dalších rekonstrukcích - ke spokojenosti hostů - v současné době opět v provozu.